# 효자 육호진 정려각
효자 육호진 정려각은 대한민국 전북특별자치도 장수군 산서면 마하리에 있는 정려이다. 2017년 11월 17일 장수군의 향토문화유산 제17호로 지정되었다.

## 개요
효자육호진정려각은 1870년 육호진이 효자로 추천되어 증직을 받았고 1871년(고종8년)에 정려를 세우는 특전을 받았다. 정려각은 1872년 건립되었다고 한다.